# Ryōgaemachi-dōri
Pour les articles homonymes, voir Ryōgaemachi.
Le Ryōgaemachi-dōri (両替町通, Ryōgaemachi-dōri) est une voie du centre-ville de Kyoto, dans l'arrondissement de Nakagyō. Elle débute au Marutamachi-dōri et termine au Sanjō-dōri (ja). Sa suite au sud est le Suwanchō-dōri.

## Description

### Situation
Le Ryōgaemachi-dōri est une courte et étroite rue du centre de l'arrondissement de Nakagyō et son extrême nord touche presque celui de Kamigyō. Il commence dans le quartier de Jōshin'yoko-chō (常真横町) et termine dans celui de Mikura-chō (御倉町). La rue débute au Marutamachi-dōri, l'une des principales artères est-ouest de la ville, et termine au Sanjō-dōri (ja). Elle suit le Karasuma-dōri (ja) (烏丸通) à l'est et précède le Muromachi-dōri (en) (室町通) à l'ouest. Le Karasuma-dōri à l'est est l'une des principales voies nord-sud de la ville, sous laquelle passe le métro municipal.
Une rue continue au sud à partir de Takatsuji-dōri (ja) (高辻通) jusqu'à Hanayachō-dōri (ja) (花屋町通), le Suwanchō-dōri (諏訪町通). Sur certaines cartes cependant, le Suwanchō-dōri est remplacé par le Ryōgaemachi-dōri.
La circulation se fait en sens unique du sud au nord. La rue fait environ 1 kilomètre de long,. 

### Voies rencontrées
Du nord au sud, en sens unique. Les voies rencontrées de la droite sont mentionnées par (d), tandis que celles rencontrées de la gauche, par (g). Seules les rues ayant un nom sont listées.
1. Marutamachi-dōri (丸太町通)
2. Takeyamachi-dōri (竹屋町通)
3. Ebisugawa-dōri (夷川通)
4. Nijō-dōri (二条通)
5. Oshikōji-dōri (押小路通)
6. Oike-dōri (御池通)
7. Aneyakōji-dōri (姉小路通)
8. Sanjō-dōri (ja) (三条通)

- Sources : (ja) Université Ritsumeikan Asia Pacific (en), « 近代京都オーバーレイマップ », sur Art Research Center,‎ 2023 (consulté le 12 octobre 2023).

### Transports en commun
Les bus du réseau d'autobus de Kyoto (ja) ne passent par sur la rue, mais en raison de sa proximité avec Karasuma, les lignes principales nord-sud de la ville sont très proches,. Les arrêts à proximité, sur Karasuma, sont Karasuma-Sanjō (烏丸三条, ligne 65), Karasuma-Oike (烏丸御池, lignes 15, 51 et 65 et métro de Kyoto), Karasuma-Nijō (烏丸二条, lignes 51 et 65) et Karasuma-Marutamachi (烏丸丸太町, lignes 10, 51, 65, 93, 202 et 204, et métro de Kyoto).
Les arrêts du métro de Kyoto les plus proches sont sur Karasuma, à deux minutes de marche : Karasuma-Oike (烏丸御池駅), à cheval sur les lignes Tōzai et Karasuma, et Marutamachi (丸太町駅), sur la ligne Karasuma.

## Odonymie
Le nom de la rue vient du kinza (金座), le monopole officiel de l'or établi par Tokugawa Ieyasu au début de la période d'Edo (1603-1868),. Plus tard, lorsque le quartier financier, directement lié au monopole de l'or et de l'argent, s'y est installé, les marchands d'argent et d'or se sont installés sur la rue entre Nijō et Sanjō. La rue a ainsi été appelée « Ryōgaemachi / Ryōgaechō » (両替町), qui signifie « quartier des bureaux de change ». Le Nanryōgae (南鐐替) et le Ryōmegae (量目替/両目替) étaient le méthodes utilisées par les changeur pour évaluer l'or et l'argent.
La rue est nommée dans le « Teragokō » (寺御幸), la chanson des rues de Kyoto pour les rues nord-sud.

## Histoire

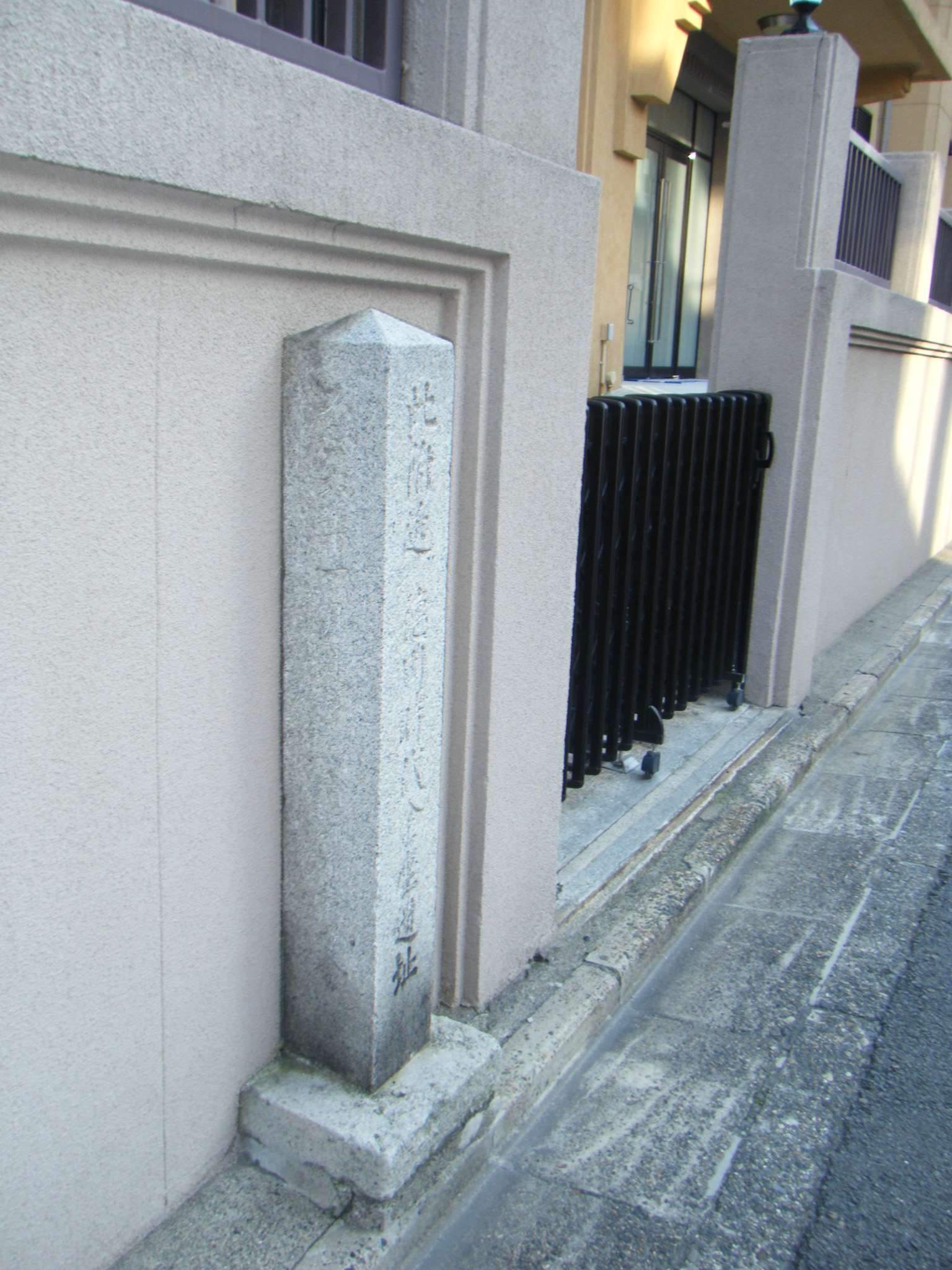
Stèle marquant le kinza.

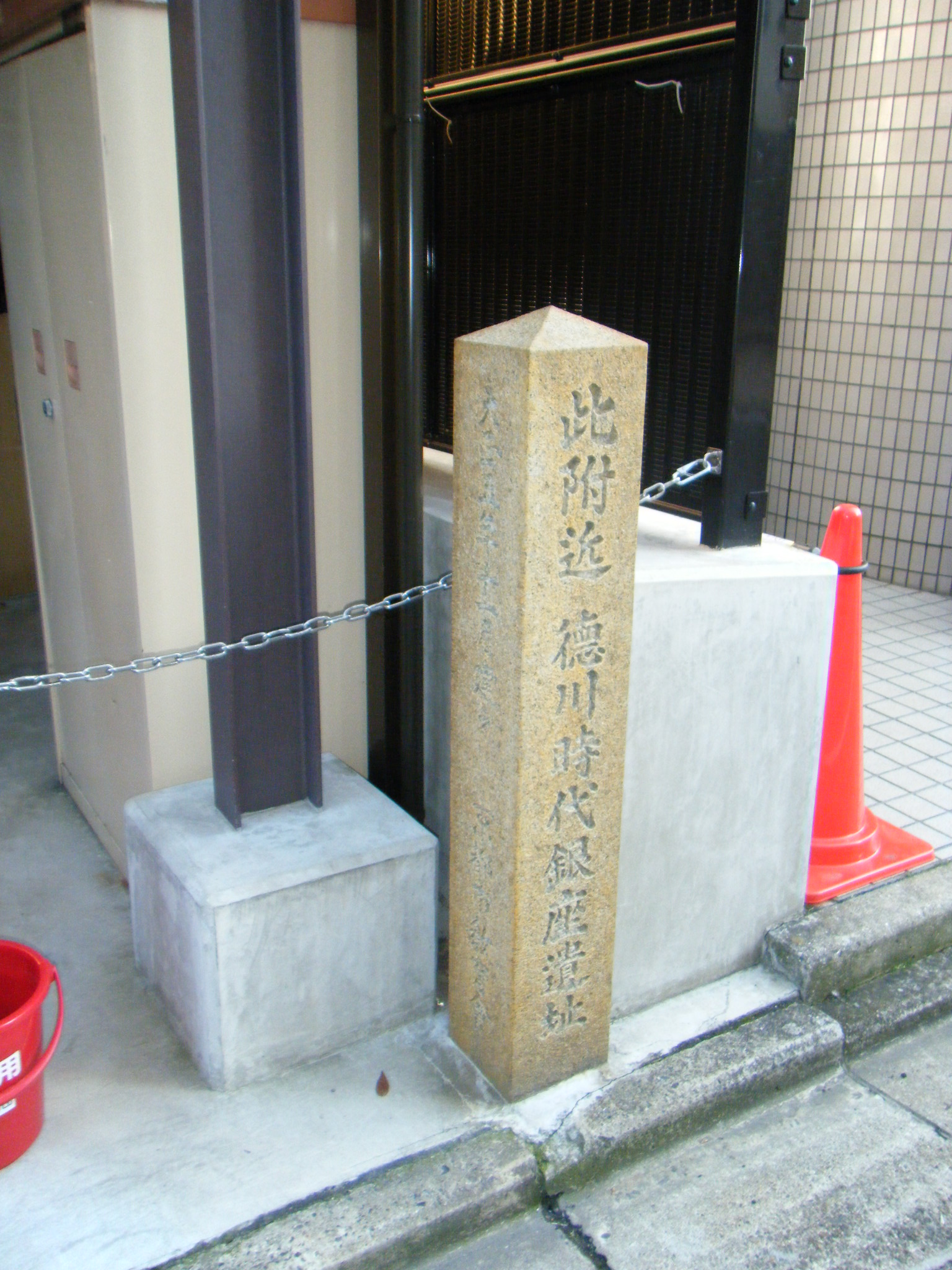
Stèle marquant le ginza.

La rue apparaît vraisemblablement en 1590 lors du réaménagement territorial de l'ère Tenshō (ja) (天正の地割, Tenshō no jiwari) par Toyotomi Hideyoshi, durant le dernier quart du XVIe siècle, après que des nouveaux quartiers ouvrent entre Muromachi et Karasuma,. En 1600, le kinza (金座), monopole de l'or est instauré par Tokugawa Ieyasu et un quartier est créé sur la rue près d'Oshikōji. En 1608, le lieu du ginza (銀座), monopole de l'argent, a été déplacé de Fushimi à cette rue, jute au sud du kinza. La rue et son quartier ont connu leur apogée pendant l'ère Genroku (1688-1704), durant laquelle le style de vie criard et audacieux de leurs résidents était critiqué et surnommé « style Ryōgaemachi »,. Après l'abolition du shogunat Tokugawa et la suppression du kinza, la rue rue est devenue une paisible rue résidentielle.

## Patrimoine et lieux d'intérêt
On trouve encore quelques maisons de ville traditionnelles sur la rue,. De nombreux restaurants sont établis sur la rue, en plus de nombreux négociants du textile, comme Hosoo (細尾), fondé en 1688, l'atelier Kumagaya (染繍工芸熊谷), fondé en 1788, ainsi que le Nippon Kimono Center (日本きものセンター), établi en 1716. Au bout de la rue se trouve notamment Chiso (en) (千總), l'une des plus anciennes entreprises spécialisées dans la teinture yūzen, ouvert en 1555. Ils ont un musée de la teinture. Aussi au carrefour avec Sanjō se trouve l'hôtel Mitsui Garden Kyoto (ja).
On trouve deux théâtres nô sur la rue : Kashōkaku (嘉祥閣), au sud-est après Takeyamachi et ouvert depuis 1961, et Tōseian (冬青庵能舞台), juste après le Kashōkaku, avant la rue Ebisugawa, qui comprend une scène construite par l'artiste nô Shōjirō Aoki (青木 祥二郎) en 1960. Au sud d'Oshikōji, du côté est, se trouve le musée international du manga de Kyoto, établi dans l'ancienne école primaire Ryūike (龍池小学校正門), construit en 1928 et enregistré au registre des monuments historiques locaux. Juste avant Oike, du côté nord-ouest, se trouve le bureau de l'Emploi de Kyoto (ja) (京都労働局), qui régit le travail dans la ville. 

Quelques lieux d'intérêts
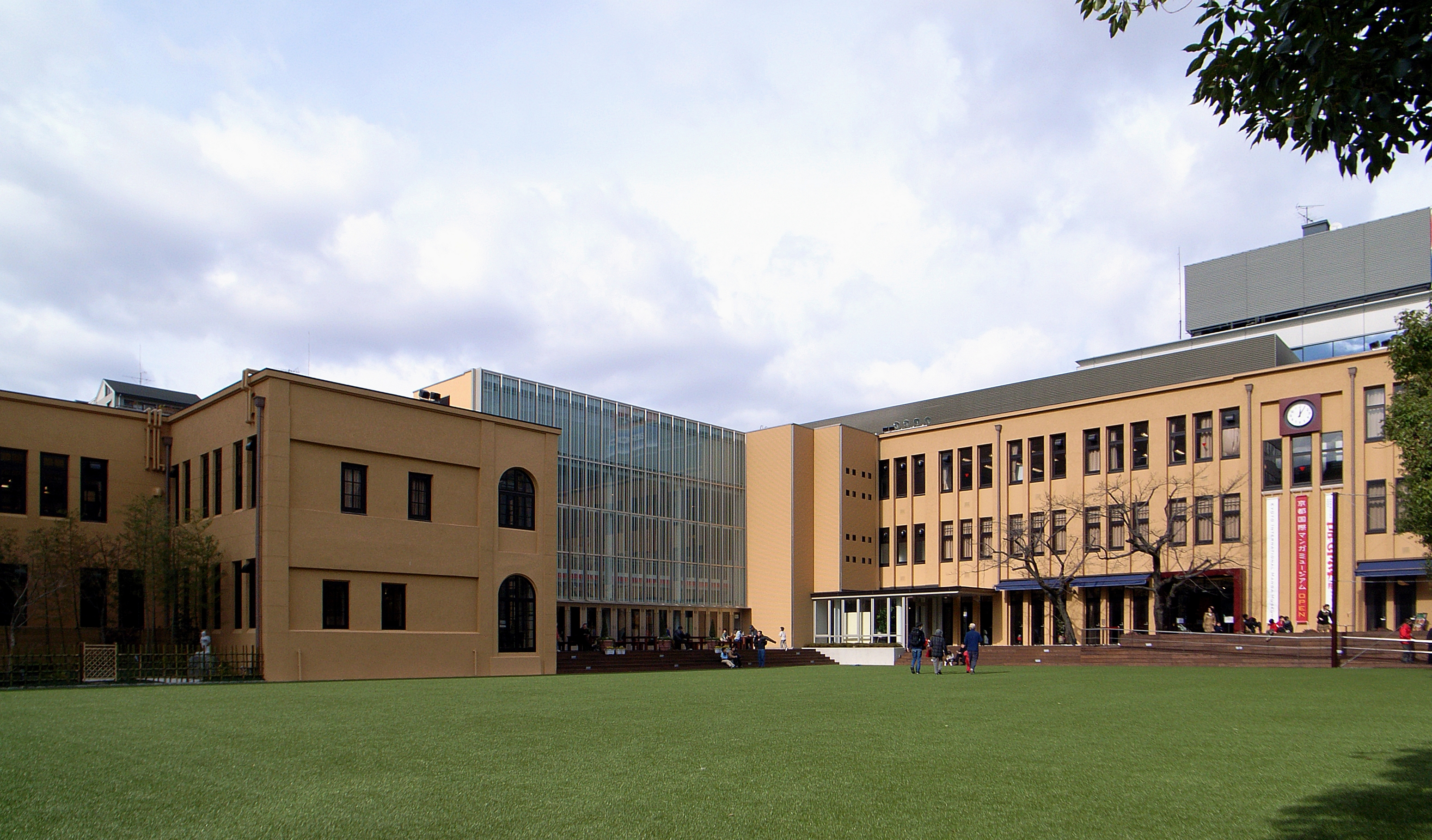
Cour du musée du manga
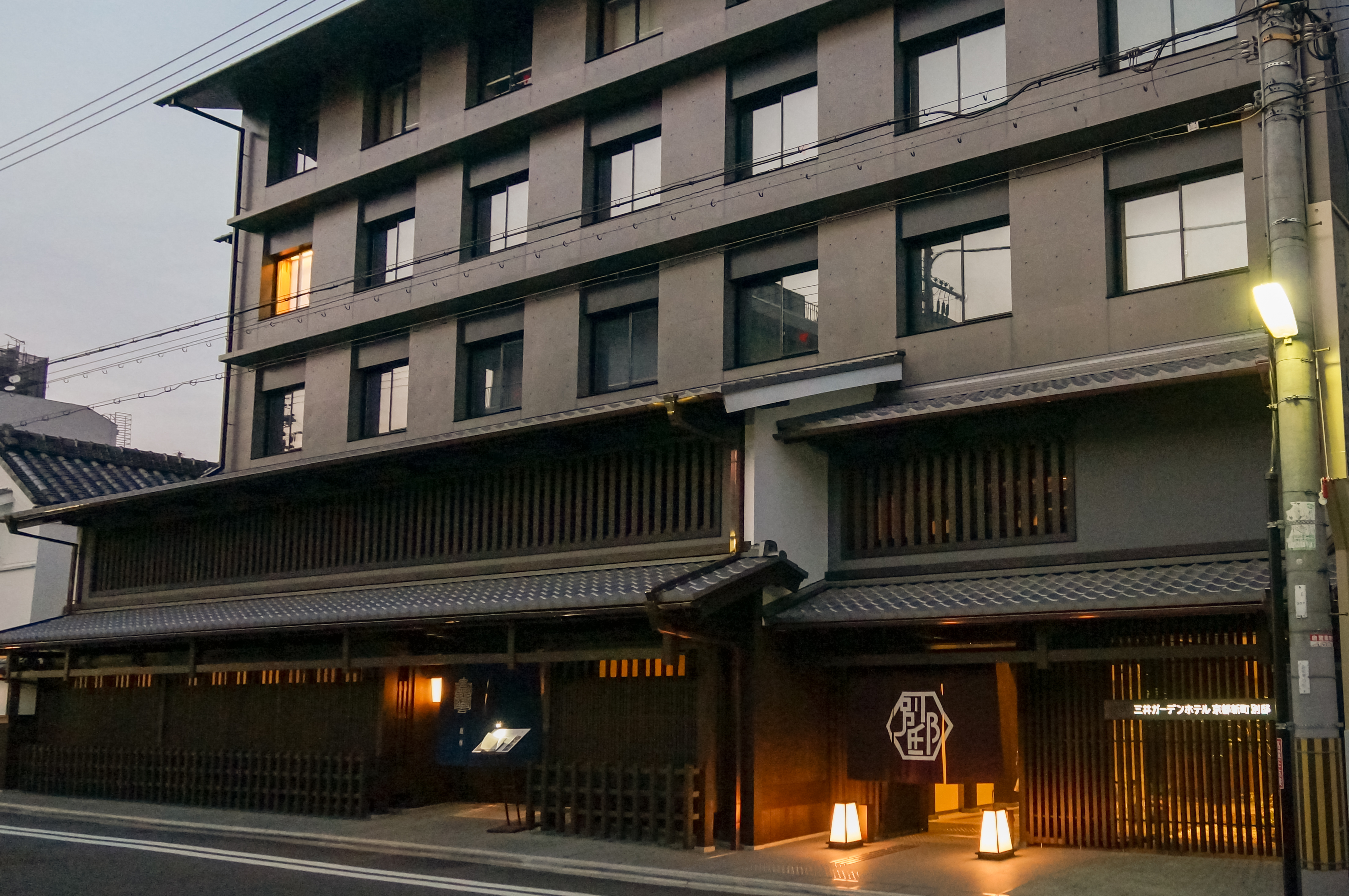
Hôtel Mitsui Garden Kyoto (second emplacement au carrefour de Rokkaku et Shinmachi (ja))
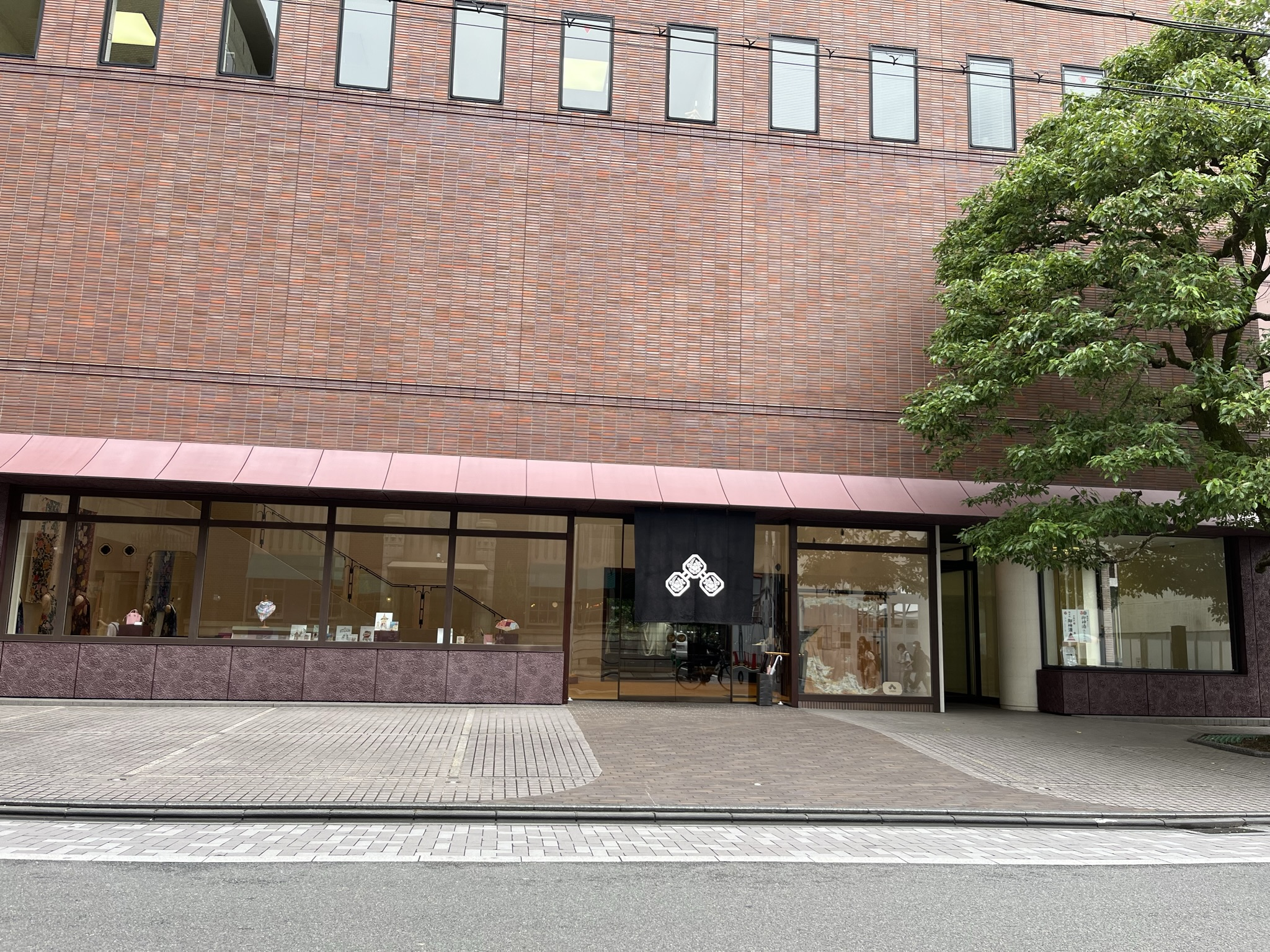
Musée Chiso du textile et de la teinture yūzen